# Sparganothis tristriata
Sparganothis tristriata es una especie de polilla del género Sparganothis, tribu Sparganothini, familia Tortricidae. Fue descrita científicamente por Kearfott en 1907.

## Descripción
La envergadura es de 17-23 milímetros.

## Distribución
Se distribuye por Estados Unidos.